# Tom Hulce
Thomas Edward Hulce, detto Tom (Detroit, 6 dicembre 1953), è un attore e produttore teatrale statunitense.

## Carriera
Esordisce al cinema nel 1977 con il film September 30, 1955. Successivamente partecipa al più popolare Animal House nel ruolo di Larry "Pinto" Kroger, al fianco di John Belushi. Nel 1984 ottiene il ruolo di Wolfgang Amadeus Mozart nel film diretto da Miloš Forman Amadeus, battendo colleghi come Mel Gibson, Kenneth Branagh, Mark Hamill e Tim Curry (questi ultimi due interpretarono il personaggio solo a Broadway). Per questa parte ha vinto il premio David di Donatello 1985 come miglior attore straniero ed è stato candidato al Premio Oscar nel 1985 come miglior attore protagonista, senza però vincere la statuetta poiché battuto dal collega F. Murray Abraham, interprete di Antonio Salieri nello stesso film.
Ha inoltre partecipato ai film Echo Park (1986) di Robert Dornhelm, Slamdance - Il delitto di mezzanotte (1987) di Wayne Wang, Nick e Gino (1988) di Robert M. Young (ottenendo la candidatura al Golden Globe nel 1989 come miglior attore drammatico), Shadowman (1988) di Piotr Andrejew, Parenti, amici e tanti guai (1989) di Ron Howard, Il proiezionista (1991) di Andrei Konchalovsky, Fearless - Senza paura (1993) di Peter Weir, Frankenstein di Mary Shelley (1994) di Kenneth Branagh e Il gobbo di Notre Dame (1996) di Gary Trousdale e Kirk Wise, dove presta la voce al protagonista Quasimodo. Successivamente ha avuto piccoli ruoli in Vero come la finzione (2006) di Marc Forster e Jumper - Senza confini (2008) di Doug Liman. È apparso anche nel film televisivo Murder in Mississippi del 1990.
Ha prodotto l'adattamento cinematografico del libro Una casa alla fine del mondo scritto da Michael Cunningham. Il film ha avuto come interpreti Colin Farrell, Robin Wright Penn e Sissy Spacek, ed è stato diretto dal regista Michael Mayer, che in seguito ha lavorato a Spring Awakening, progetto teatrale vincitore di un Tony Award scritto e prodotto dallo stesso Hulce. A Broadway Hulce ha recitato in spettacoli come A Memory of Two Mondays, scritto da Arthur Miller, Equus, scritto da Peter Shaffer (autore di Amadeus), A Few Good Men, scritto da Aaron Sorkin e da cui è stato tratto il film Codice d'onore (1992) con Tom Cruise, The Normal Heart, presentato al Teatro del West End di Londra, e infine Amleto, recitato al Royal Shakespeare Theatre. Grazie alla sua interpretazione di A Few Good Men Hulce è stato candidato al Tony Award nel 1990.

## Vita personale
Nel 2008 Hulce ha affermato di essere gay in un'intervista al Seattle Gay News. Nella stessa intervista ha smentito le voci secondo cui avrebbe sposato una donna italiana e di avere una figlia.

## Filmografia

### Attore

#### Cinema
- September 30, 1955, regia di James Bridges (1977)
- Animal House (National Lampoon's Animal House), regia di John Landis (1978)
- Those Lips, Those Eyes, regia di Michael Pressman (1980)
- Amadeus, regia di Miloš Forman (1984)
- Echo Park, regia di Robert Dornhelm (1986)
- Slamdance - Il delitto di mezzanotte (Slam Dance), regia di Wayne Wang (1987)
- Nick e Gino (Dominick and Eugene), regia di Robert M. Young (1988)
- Shadowman, regia di Piotr Andrejew (1988)
- Parenti, amici e tanti guai (Parenthood), regia di Ron Howard (1989)
- Arcobaleno nero (Black Rainbow), regia di Mike Hodges (1989)
- Il proiezionista (The Inner Circle), regia di Andrej Končalovskij (1991)
- Fearless - Senza paura (Fearless), regia di Peter Weir (1993)
- Frankenstein di Mary Shelley (Frankenstein), regia di Kenneth Branagh (1994)
- Wings of Courage, regia di Jean-Jacques Annaud (1995)
- Vero come la finzione (Stranger Than Fiction), regia di Marc Forster (2006) - cameo
- Jumper - Senza confini (Jumper), regia di Doug Liman (2008) - cameo

#### Televisione
- Hallmark Hall of Fame - serie TV, 1 episodio (1977)
- A cuore aperto (St. Elsewhere) - serie TV, 3 episodi (1983)
- American Playhouse - serie TV, 1 episodio (1986)
- Tall Tales & Legends - serie TV, 1 episodio (1986)
- Murder in Mississippi - film TV (1990)
- The Hidden Room - serie TV, 1 episodio (1993)
- The Heidi Chronicles - film TV (1995)

### Doppiatore
- Il gobbo di Notre Dame (1996)
- Il gobbo di Notre Dame II (2000)

### Produttore
- Il gabbiano (The Seagull), regia di Michael Mayer (2018)

## Doppiatori italiani
- Roberto Pedicini in Amadeus, Echo Park, Nick e Gino, Vero come la finzione
- Claudio De Angelis in Animal House[2]
- Massimo Rossi in Slamdance - Il delitto di mezzanotte
- Loris Loddi in Parenti, amici e tanti guai
- Massimo Lodolo ne Il proiezionista
- Gaetano Varcasia in Fearless - Senza paura
- Roberto Chevalier in Frankenstein di Mary Shelley
- Angelo Nicotra ne Le ali del coraggio
- Massimiliano Alto in Amadeus (ridoppiaggio)

Da doppiatore è sostituito da:
- Massimo Ranieri ne Il gobbo di Notre Dame, Il gobbo di Notre Dame II
- Luca Velletri in Once Upon a Studio

## Riconoscimenti
Premi Oscar 1985 – Candidatura all'Oscar al miglior attore per Amadeus